# Orazio Antonio Bologna

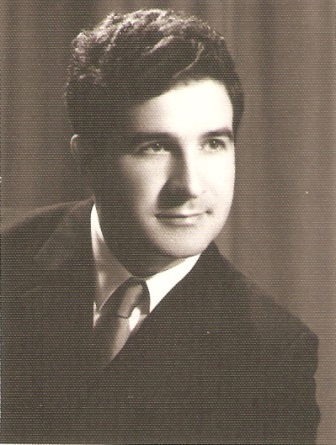
Orazio Antonio Bologna

Orazio Antonio Bologna (Pago Veiano, 8 giugno 1945) è un filologo classico e poeta italiano in lingua latina.

## Biografia
Bologna ha insegnato latino e greco in vari licei di Roma dal 1975 al 2010, e negli ultimi anni presso il liceo classico Giulio Cesare. Dal 2001 inoltre, a 56 anni compiuti ha ricoperto l'incarico di composizione latina nonché letteratura latina e metrica latina e greca presso il Pontificium Institutum Altioris Latinitatis (facoltà di lettere cristiane e classiche dell'Università Pontificia Salesiana di Roma) come professore associato.
È diventato diacono ma non ha ricevuto nel 1970 Ordinazione Presbiterale.
Nel 2023 è stato escluso come membro della Pontificia accademia di latinità. 

## Pubblicazioni
- 1975 - Archiloco, Poggibonsi; EAN: 2560731267632
- 2010 - Manfredi tra scomunica e Redenzione, Sentieri Meridiani, Foggia; ISBN 978-8895210490
- 2013 - Manfredi di Svevia. Impero e Papato nella concezione di Dante, Libreria Ateneo Salesiano (LAS), Roma; ISBN 9788821309922
- 2014 - Pontifici sit Musa dicata Pio, Roma; ISBN 978-8867880287, ISBN 8867880284
- 2017- Gonzagide. Poema epico in IV libri (sec. XV), Viella, Roma; ISBN 978-8867288250, ISBN 8867288253
- 2018 - Alle falde d'Elicona. Influssi mesopotamici sui miti greci, IF Press, Roma; ISBN 9788867881536
- 2019 - Dizionario pajàno - italiano, Roma; ISBN 9788867881741
- 2020 - Dialetto di Pago Veiano - Grammatica normativa; Fergen; ISBN 9788898509317
- 2021 - Dialetto di Pago Veiano - Lessico ortoepico e ortografico con cenni di vita e costumanze locali; Fergen, ISBN 9788898509409
- 2021 - La Divina Commedia - Le terzine più famose, Fergen; ISBN 9788898509355
- 2021 - Dal Corano alla Divina Commedia; Diarkos ISBN 9788836161058
- 2022 - Carmina Latina - Vita poesi dicata; Viella ISBN 9791254691878